# Leuchtturm Schepelewski
Der Leuchtturm Schepelewski (russisch Шепелевский маяк Schepelewski majak) befindet sich am Kap Schepelewski auf der kleinen Halbinsel Gora Waldai (russisch ГораВалдай) 1½ Kilometer nordwestlich des Dorfes Schepeljowo (russisch Шепелёво), Rajon Lomonossow (russisch Ломоносовский район Lomonossowski rajon) in der russischen Oblast Leningrad. Zusammen mit dem Leuchtturm Stirsudden markiert er die Einfahrt zur Bucht des Finnischen Meerbusens, die nach Kronstadt und Sankt Petersburg führt. Die Bucht ist hier zwar etwa 20 km breit, hat aber etliche Untiefen und Strömungen, die die Passage behindern. Früher nannte man die gesamte Zufahrt bis zur Newamündung Kronstädter Bucht.
Turm und Gelände sehen unter militärischer Aufsicht und sind nicht frei zugänglich.
Nahe dem Leuchtturm steht ein moderner Funk- und Radarturm und der alte Funk- und Beobachtungsturm, der jetzt als Aussichtsturm außerhalb des Sperrgebietes dient.

## Anlagen

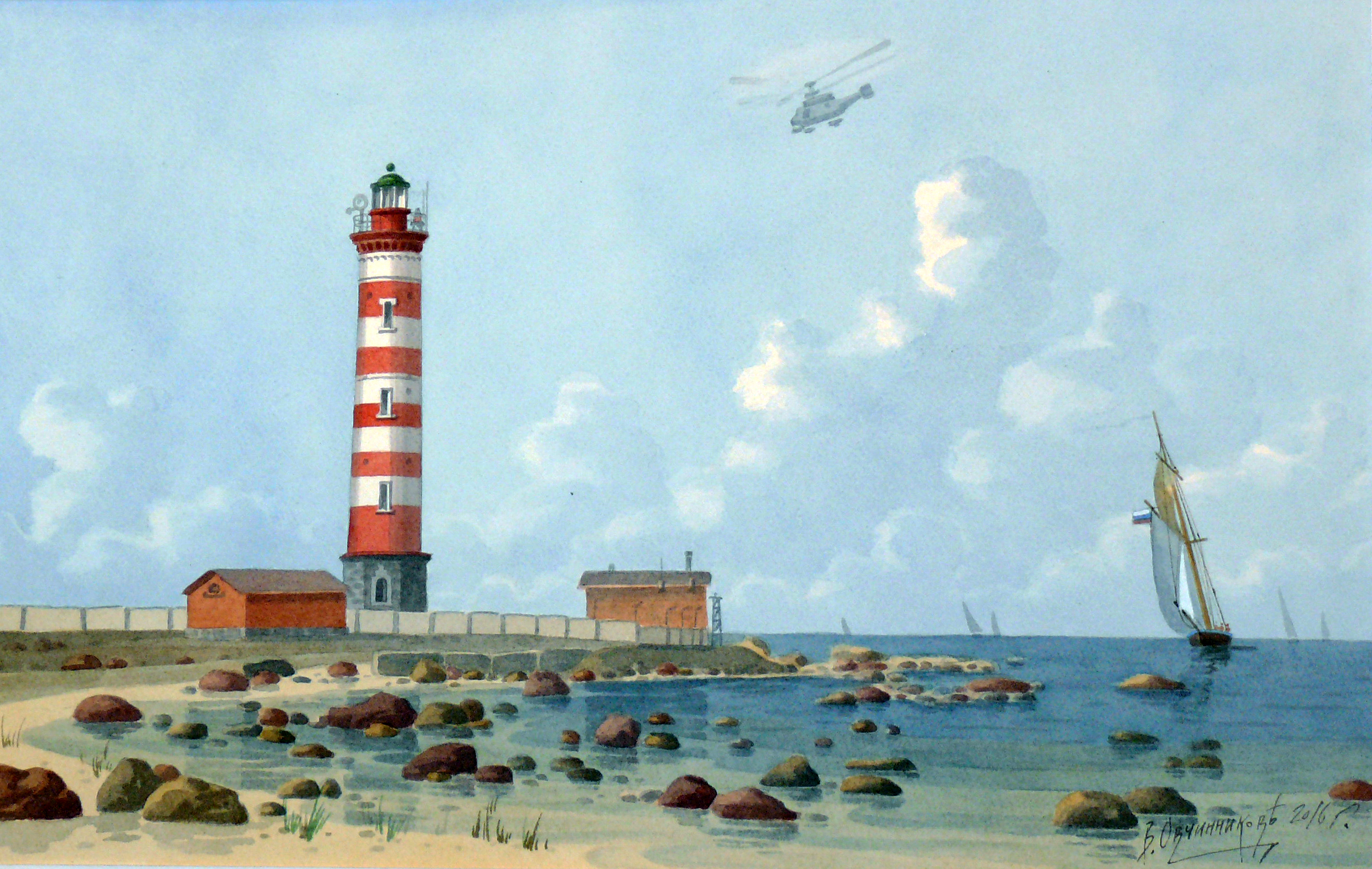
Leuchtturm Schepelewski, Gemälde von V. I. Ovchinnikov

Das Lampenhaus und die Technik wurden 1910 in Frankreich hergestellt und auf einem runden, 38 m hohen Ziegelsteinturm montiert, der mit horizontalen roten und weißen Streifen bemalt ist. Oben auf dem Turm befindet sich eine schwarze Galerie und die Laterne. Die Feuerhöhe liegt bei 37 m. Alle 16 Sekunden werden zwei lange Lichtsignale ausgegeben, deren Farbe (rot oder weiß) vom beleuchteten Sektor abhängt.
In der Nähe des Leuchtturms wurde ein fast doppelt so hoher Radar- und Funkturm errichtet, der den alten Funk-/Beobachtungsturm ersetzt.
Im Zusammenhang mit dem Bau des hydrotechnischen Komplexes zum Schutz der Newabucht vor Überschwemmungen wurde beschlossen, am Leuchtturm einen Bereitschaftsdienste einzurichten, der permanent die Wasserstände kontrolliert und mit Hilfe von SBAS/SDKM in Echtzeitkinematik meldet.